# 下丘脑腹内侧核
下視丘腹內側核（ventromedial nucleus of the hypothalamus，縮寫VMN ，或ventromedial hypothalamus，縮寫VMH ）是下視丘的一個核團。 腹內側核與飢餓感、恐懼感、體溫調節和性向行為相關， 位於其中的飽食中樞促使人產生飽足感。

## 結構
腹內側核細分為下列四個部分：
- 前腹側（VMHa）
- 背內側（VMHdm）：影響雄性發聲和氣味標記行為。 [2] [3]
- 腹外側（VMHvl）：包含許多不同功能的神經元群。 [4]該區域對女性的性興奮行為（脊柱前凸）產生影響。[5] [6] [7] [8]對雌激素介導的運動[9]和能量消耗與產熱也有影響。[10]
- 中央（VMHc）

在解剖學、神經化學和行為科學領域有不同的細分方式。

## 功能
腹內側核與飽足感相關。早期研究指出腹內側核病變會導致實驗鼠暴食，也會導致肥胖症。然而Gold的研究顯示腹內側核受損並不會影響到攝食量，推翻了早期實驗的解釋。然而，多項研究顯示突發性的暴食症及肥胖症是由腹內側核的病變或注射普鲁卡因所引發，並可由此看出腹內側核對飽足感的影響。      
在2006年對於這個議題的主要審查得出以下結論：在Gold的研究前後都有相關的解剖學研究，但是對於病變的研究結果與Gold的研究結果不盡相同，期間所有發布的論文中皆比較了腹內側核病變及視旁核（PVN）病變，並且表明腹內側核病變的實驗對象的進食量明顯較多，使得體重比原先增加了兩倍之多。這也證實了腹內側核是下視丘的飽食中樞。
研究也發現腹內側核損傷會導致大鼠血漿中胰島素的含量增加。與一般大鼠相比，腹內側核病變的大鼠產生過多的循環飽腹感因子（瘦素），並無法對此作出反應，造成牠們進食過度。
研究人員分別觀察了21隻肥胖程度不同的大鼠，包括「生長外觀」、「脂肪分佈」、「身體狀況」以及「肥胖程度」與下視丘病變之間的相關性。下視丘區域（尤其是腹內側區域）的病變會阻斷大量下視丘細胞群的下行神經纖維，從而導致大鼠肥胖。
另一項研究發現下視丘腹內側內的大麻素受體mRNA濃度似乎高過下視丘內其他細胞的。大麻素的攝入與「獎勵機制」有關，也與大腦多巴胺的釋放有關。
腹內側核對於哺乳動物的遊戲行為來說也很重要，腹內側核以及海馬體、杏仁核、小腦和下視丘外側病變均與遊戲減少相關。
研究指出，腹內側核雙側的果寡糖（FOS）表現與C57BL/6J小鼠氟乙基反覆誘發癲癇的嚴重程度變化有關。 此外，腹內側核雙側的病變能夠阻止癲癇放電傳播進入腦幹癲癇系統。

## 手術
在西德，至少有70名男性在1962年至1979年間接受了腹內側核手術。這些人當中多是因為有不正常的性行為（如：同性戀、性慾亢進、戀童癖等）而被強制接受手術。

## 外部連結
- Diagram of Ventromedial motor tract at lemoyne.edu （页面存档备份，存于）
- New Scientist: Seat of female libido revealed （页面存档备份，存于） (June 26, 2006)